# آذرگشسپ در شاهنامه
آذرگشسپ دومین آتش متعلق به آئین مزدیسنا که پیام‌آورش زرتشت و کتابش زند و اُست بود. در ایران باستان سه آتشکدهٔ بزرگ وجود داشت، آتشکده آذرگشسپ نخستین و بزرگ‌ترین آتشکده در ناحیه آذرابادگان یا همان ماننای باستانی. آتشکده کاریان در سرزمین پارس یا همان انشان باستانی و سومین آتشکده آذربرزین در سرزمین پارت یا خراسان در مشرق ایران قرار داشت.
در ایران باستان، آتشکده‌ها جایگاه نیایش مَزدَیَسنان و آثروانان (موبدان) مسئول نگهداری از آتشکده و روشن نگه‌داشتن آتش آن بودند. آثروانان در گاه‌هایی از شبانه‌روز آیات زند و اُست را برای پاکسازی و نگهداری آتش از آلودگی‌ها با پژواک بلند و گاهی هم با نجوا در کنار آتشدان بر زبان جاری می‌ساختند. آتش را که زرتشت با آتشدان از بهشت هدیه آورده بود ممکن بود نفس انسان آن را آلوده سازد به همین سبب آثروانان هنگام دعا با پتی‌دان (باشلق) دهان و بینی خود را می‌پوشاندند.

## آتشکده آذرگشسپ
شاهنامه گاهی معتقدان مزدیسنا را به مظهر چالاکی، چابکی و شکست‌ناپذیری تشبیه و پهلوانان مؤمن به مزدیسنا را به صفت آذرگشسپ مفتخر می‌نماید. یکی از پهلوانان مؤمن به مزدیسنا کیخسرو است که در احیا و نگهداری آتشکده اهتمام داشته و اینگونه توصیف می‌گردد:
| فرازندهٔ نیزه و تیغ و اسپ |  | فروزندهٔ فرّ آذرگشسپ |

کیکاووس و کیخسرو (نیا و نبیره) پس از فتح گنگ دژ پایتخت افراسیاب، همهٔ بزرگان و جنگ‌جویان مشارکت کننده در جنگ بزرگ را با نثار خلعت و هدیه از گنگ‌دژ مرخص نمودند و تنها لشکریان ایران همراه ایشان باقیماندند و به تجسس شاه توران پرداختند. چون نشانی از افراسیاب یافته نشد کیخسرو به نیا گفت: حالا باید از چه کسی سراغ افراسیاب را گرفت چون اگر او فرصت یابد به گنگ‌دژ برگردد دوباره سپاه بدور خویش جمع نموده کار بر ما سخت خواهد شد. کیکاووس چون اینگونه شنید به او گفت باید با باژ دو اسپه تاخت تا به خان آذرگشسپ رسیده سر و تن بشوئیم مانند یزدان‌پرستان از جهان آفرین راه چاره جوییم.
بهرام پنجم ساسانی لشکر زیادی را از پارسه به‌همراه خود برای مقابله با قیصر نبرده بود. فردوسی لشکرکشی بهرام گور پادشاه ساسانی برای دفاع دربرابر قیصر روم را اینچنین روایت می‌کند
| از آن جایگه لشکر اندر کَشید  |  | سوی آذرآبادگان برکَشید     |
| چو از پارس لشکر فراوان نبُرد |  | چنین بود نزد بزرگان و خُرد |
| که از جنگ بگریخت بهرام شاه  |  | ورا سوی آذرگشسپ است راه   |
| چو بهرام، رخ سوی آذر نهاد   |  | فرستاده آمد ز قیصر چو باد |

### شاهان در جایگاه عبادت
در اذهان ایرانیان باستان، آذرگشسپ عبادت‌گاهی بود محل اجابت امیال و آرزوهای بزرگ و معیادت‌گاه بشارت به مؤمنان. کیکاووس و کیخسرو در گنگ‌دژ ملبس به جامه‌های سفید مانند لباس احرام گشته هر دو پرستنده با بیم و امید و زمزمهٔ آیات زند و اُست سواره بتاخت سوی آتشکده آذرگشسپ شتافتند. چون به محل آتشکده رسیدند آتش را مشتعل دیدند زار گریان با غم و اندوه از جهان آفرین کمک و یاری خواستند و بر موبدان حافظ آتشکده گوهر افشاندند. کیخسرو دینار به زند و اُست نثار کرده و یک هفته در پیش آتش، به یزدان نیایش کردند. به گفتهٔ حکیم طوس فردوسی موضع آتش محراب بود و نباید پنداشت پرستندگان آتش را می‌پرستیدند:
| به یک هفته بر پیش یزدان بُدند |  | مپندار کآتش پرستان بُدند  |
| که آتش بدان گاه محراب بود    |  | پرستنده را دیده پرآب بود |
| به یک ماه در آذرآبادگان      |  | ببودند شاهان و آزادگان   |

خسرو شاهنشاه ایران نسبت به نزدیکانش بدبین است و از ایشان می‌خواهد که سوگند وفاداری را دربرابر آذرگشسپ آذرآبادگان روا دارند. فردوسی سوگند وی را چنین توصیف می‌کند:
| بدیشان چنین گفت خسرو که من |  | پر از بیمم از شاه و از انجمن |
| اگر پیش آذرگشسب این سران   |  | بیایند و سوگندهای گران       |
| خورند و مرا یکسر ایمن کنند |  | که پیمان من زآن سپس نشکنند   |
| یلان چون شنیدند گفتار اوی  |  | همه سوی آتش نهادند روی       |
| بخوردند سوگندهایی که خواست |  | که مهر تو ما زنده داریم راست |

## آذرگشسپ در دوران ساسانیان
از آتشکده‌های کشور، سه آتشکده محل ستایش مخصوص بود که در آنها سه آتش بزرگ قرار داشت. بنا بر روایت موبدان زرتشتی این سه آتش به سه طبقه از طبقات اجتماعی ایران متعلق بوده و موافق قصص داستانی سه فرزند زردشت هر یک مؤسس یکی از طبقات مذکور بوده‌اند. کاریان آتش طبقه مغان (آثروان)، آذر برزین آتش طبقه کشاورزان و آذرگشسپ آتش طبقه پادشاه و جنگیان بود. در دوران ساسانی به فرمان شاپور رونوشتی از اوستای تنسر را در آتشکده آذرگشنسپ شیز نهادند. جکسن می‌گوید آتشکده سلطنتی در جایی بر پا بود که اکنون به خرابه‌های تخت سلیمان معروف هست و فاصله آن از ارومیه و همدان یکی است.
پادشاهان ساسانی در ایام سختی به زیارت این آتشکده می‌شتافتند و زر و مال و مُلک و غلام در آنجا نذر می‌کردند. بهرام گور سنگ‌های قیمتی تاجی را که از خاقان و زنش گرفته بود به این آتشکده فرستاد. خسرو انوشیروان نیز نظیر ابن را عطا نمود. خسرو پرویز نذر کرد که اگر موفق به مغلوب نمودن بهرام چوبین بشود، زینت‌های زر و هدیه‌های سیم به آتشکده آذرگشنسپ بفرستد و به وعده خویش وفا کرد.
در قرن دهم میلادی، مسعوی به عبارت ذیل ویرانه‌های شهر گنجک که آتشکدهٔ آذرگشسپ در آن واقع بود را چنین وصف می‌کند:
| امروز در آن شهر (گنجک) آثار عجیبی از ابنیه و نقوش گوناگون هست، که کرات سماوی و ماه و ستارگان و عوالم برّ و بحر و اراضی مسکون و نباتات و حیوانات و سایر عجایب را نشان می‌دهد. شاهنشاهان آتشکده‌ای در این شهر داشتند، که در عهد همه سلسله‌های ایران مقدس و محترم بود. این آتشکده را آذرخوَش می‌گفتند. آذر به زبان عجم آتش و خوُش نیکو است. شاهنشاهان نذرها می‌کردند و هدیه و خواسته بسیار به آنجا می‌بردند. مورخ رومی کدرنوس گوید: قیصر هرقل پس از انهزام خسرو پرویز وارد کاخ گنجک (شیز) شد. بت خسرو را دید، که هیبتی هولناک داشت که در بالای کاخ بر تختی قرار گرفته بود و این تخت به کره بزرگی شباهت داشت، مانند آسمان و در پیرامون آن خورشید و ماه و ستارگان بودند و تصویر رسولان پادشاه که هریک عصایی در دست داشتند. در این گنبد (طاقدیس) به فرمان خسرو آلاتی تعبیه کرده بودند که قطراتی چون باران فرو می‌ریخت آوایی رعد آسا بگوش می‌رسانید. تخت طاقدیس مثل سایر تخت‌ها نبود بلکه ساعتی بزرگ بوده شبیه ساعت غزه. طاقدیس عبارت بود از سکویی در زیر و سقفی شبیه تخت بر فراز آن و در این سقف تصویر خسرو و خورشید و ماه منقوش بود. بر آن سیارات هفت‌گانه و دوازده برج و اشکال مختلفه قمر را نقش کرده و آلتی تعبیه نموده بودند، که در اوقات معین باران می‌بارید و بانگ رعد می‌کرد. این ساعت عجیب در قصر شاهی گنجک (ستگرد) نزدیک آتشکده شاهنشاهی آذرگشنسپ واقع بود. |

عاقبت هراکلیوس موفق شد آسیای صغیر و ارمنستان را فتح کرده و به آذربایجان در آید، و در سال ۶۲۳ / ۶۲۴ میلادی شهر تخت سلیمان (شَیز) را تسخیر آن کاخ و ساعت و آتشکده بزرگ آذرگشنسپ را غارت و ویران نماید. خسروپرویز در موقع فرار از این شهر آتش مقدس را به همراه برده بود. غنیمتی هنگفت در سال ۶۲۸ نصیب هرقل شد. بنابر روایت سیصد لوای رومی با مقداری کثیر سیم و مسکوک و خوانچه‌هایی که در جشن‌های دینی بکار می‌رفت و فرش‌های زربفت و پارچه‌های ابریشمی و جامه‌های حریر و پیراهن سفید بیشمار و شکر و زنجبیل و فلفل و غیره به‌دست آورد.